# Bestrée

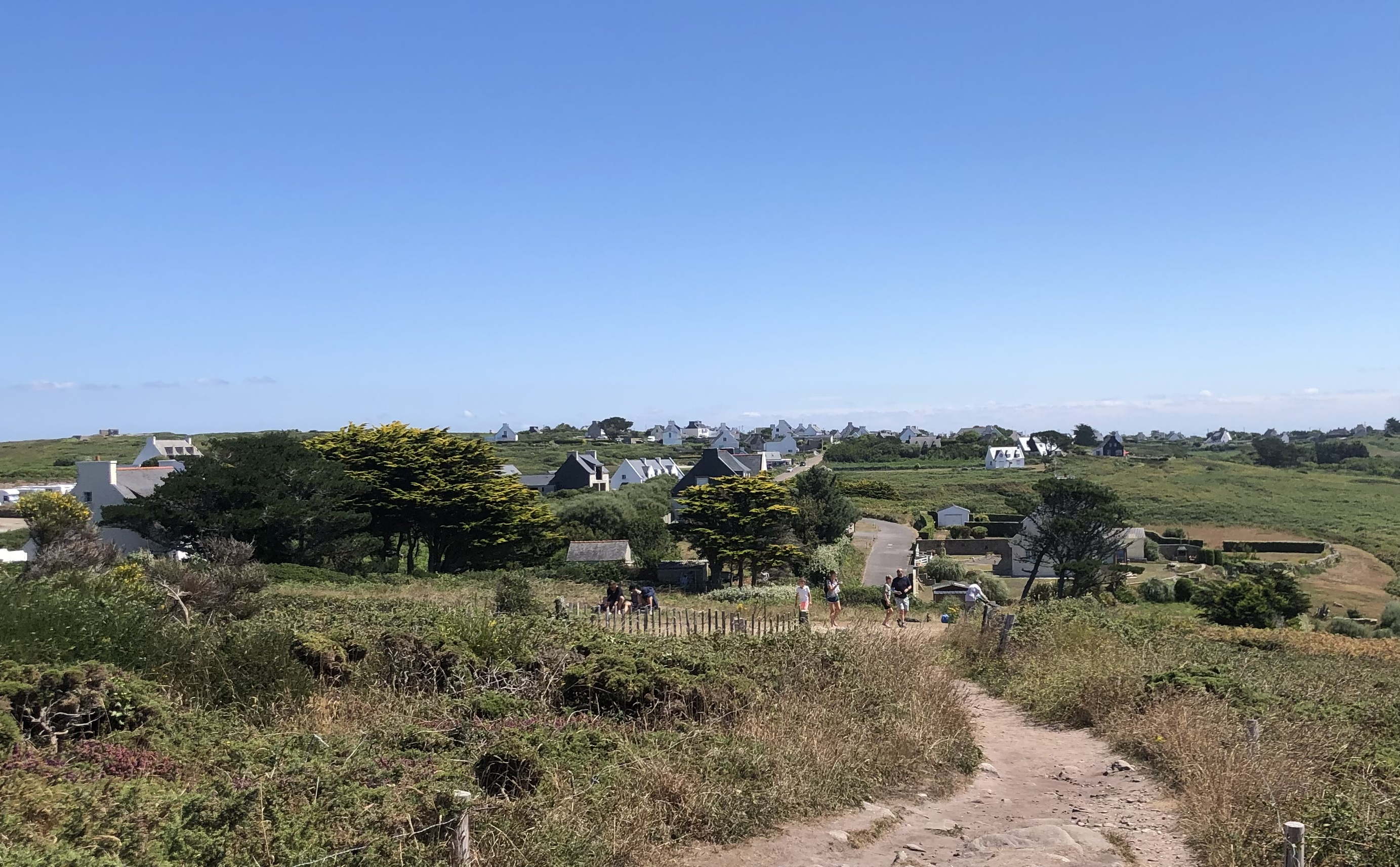
Blick auf Bestrée von Westen, 2022

Bestrée ist ein zur französischen Gemeinde Plogoff in der Bretagne gehörender Ort.
Er liegt etwa zwei Kilometer östlich vor der in die Keltische See ragenden Landspitze Pointe du Raz, im westlichen Teil des Gemeindegebiets. Östlich befindet sich das Dorf Lescoff. Unmittelbar nördlich der Ortslage befindet sich das Besucherzentrum des Pointe du Raz mit einem ausgedehnten Parkplatz und etwas weiter nördlich gastronomischen und touristischen Einrichtungen. Wanderwege führen zur Spitze des Kaps.
Die Ortslage selbst besteht aus wenigen Häusern, die sich um die Straße Rte de Bestrée gruppieren. Die Straße führt von der östlichen D 784 zum südwestlich gelegenen Hafen von Bestrée. Westlich des Orts befindet sich das Keltische Kreuz am Pointe du Raz.